# Xiaolin Showdown
 (mai 2020).
Si vous disposez d'ouvrages ou d'articles de référence ou si vous connaissez des sites web de qualité traitant du thème abordé ici, merci de compléter l'article en donnant les références utiles à sa vérifiabilité et en les liant à la section « Notes et références ».
Les Chroniques de Xiaolin
Xiaolin Showdown est une série télévisée d'animation américaine créée par Christy Hui et diffusée entre 2003 et 2006.
Se déroulant dans un monde où les batailles d'arts martiaux et la magie orientale sont choses communes, cette série suit les aventures de quatre jeunes guerriers en entraînement qui combattent le mal. À cette fin, ils doivent protéger les Shen Gong Wu, de puissants artefacts, de différents ennemis cherchant à s'en emparer pour le pouvoir.
En France, elle a été diffusée sur France 3 dans le cadre de France Truc ainsi que sur Cartoon Network. En Belgique, la série a été diffusée sur Club RTL.

## Synopsis
1500 avant le début de la série, le mal prit presque le dessus sur le monde. Le Grand Maître Dashi, des Xiaolin, usa de ses multiples objets magiques, les Shen Gong Wu, pour supprimer toutes les menaces. Il parvint finalement à emprisonner la sorcière Wuya des Heylin dans une petite boite de puzzle en bois avec l’aide de ses quatre légendaire héros, Cheng Yin, Xiang Quen, Qin Fu et Zheng Li Kai qui l’avaient vaincue, et passa toute sa vie à cacher ses Shen Gong Wu partout dans le monde.
De nos jours, quatre jeunes gens issus de différentes parties du globe sont réunis au Temple Xiaolin moderne pour préparer leur vie en tant que les légendaires "Dragons Xiaolin". Peu après, Jack Spicer, un jeune savant fou obsédé par la conquête du monde, libère accidentellement Wuya, désormais réduite à l'état d'esprit, et des Shen Gong Wu commencent à se révéler dans différentes parties du monde. Alors que Spicer et Wuya s'allient pour mettre la main sur tous ces puissants objets, les Dragons Xiaolin commencent avec eux une véritable compétition pour mettre la main dessus...
Lorsqu'un Shen Gong Wu se révèle, les héros et leurs adversaires se mettent en lutte pour arriver les premiers à l'objet et s'en emparer. Si deux personnes de groupes opposés réussissent à se saisir simultanément de l'objet (ce qui arrive presque à chaque épisode), cela enclenche un duel magique, le "Xiaolin Showdown", durant lequel tous deux doivent relever un défi choisi par le premier d'entre eux à le lancer. Tous les coups sont permis durant ce défi, y compris user des Shen Gong Wu qu'on possède déjà. Au terme du défi, le gagnant remporte le Shen Gong Wu sujet du défi, ainsi que ceux utilisés par son adversaire au cours du duel.

## Épisodes

### Saison 1 (2003-2004)
1. Un voyage de mille miles
2. Comme la pierre
3. Le Peigne de la Méduse
4. Katnappe
5. Le Défi de Raimundo
6. Où est Kimiko ?
7. La Bague des neuf dragons
8. La Nuit du Dragon Bleu
9. Omi a perdu
10. Grand comme Texas
11. L'union fait la force
12. Mala Mala Jong
13. Dans le corps

### Saison 2 (2004-2005)
1. Les Jours du passée
2. La Forteresse de la mort
3. La Sphère de l'éclair
4. Lunettes en Cristal
5. La Rue du Panda
6. Omi le géant
7. À l'intérieur du dragon
8. Le Sablier
9. Quand tu entends le mal, Tu le voie
10. Les Rêves
11. Maître Guan
12. Dans une profonde course
13. L'Homme de neige
14. Le Cri de la sirène
15. Les Serpents noirs
16. L'Empereur scorpion
17. Le Retour de PandaBaba
18. La Dernière Tentation du Raimundo
19. L'Année du singe vert
20. La Graine du mal
21. Le Pouvoir du mal
22. L'Apprenti
23. Les Vrais Amis
24. Cerveaux dangereux
25. La prophétie se réalise
26. Il faut sauver Omi

### Saison 3 (2005-2006)
1. Il faut trouver Omi
2. L'Oiseau du Paradis
3. Hannibal Roy Bean
4. La Ville de Omi
5. Le Trésor de l'aveugle
6. La Famille de l'huile
7. Le Retour du maître Guan
8. Les Cauchemars des Xiaolin
9. Dragon faussaire
10. Le Chef des Xiaolin
11. La Vengeance de Hannibal
12. Voyage dans le temps (1/2)
13. Voyage dans le temps (2/2)

## Personnages

### Personnages principaux

#### Héros
- Omi : le Dragon Xiaolin de l'Eau est le personnage central de la série précédé par le Dragon Xiaolin original de l’Eau, Cheng Yin, ayant été le premier à être entraîné par Maître Fung. Orphelin d'origine chinoise, il a été élevé durant toute son enfance dans un monastère, ce qui le rend naïf vis-à-vis du monde extérieur. Bien que doué, son égo élevé lui joue en certains cas des tours, et lui vaut des difficultés avec son camarade Raimundo en certains cas. Loyal, il est celui qui prend le plus au sérieux la tâche. Un gag récurrent est qu'il fait des erreurs de vocabulaires de façon permanente, exaspérant souvent de cette manière ses amis.

- Kimiko Tohomiko: la Dragonne Xiaolin du Feu, et la seule fille du groupe précédée par la Dragonne Xiaolin originale du Feu, Xiang Quen. Fille d'un riche industriel japonais, Kimiko est très calée sur la technologie, douée en combat et vive d'esprit. Néanmoins, elle a un tempérament souvent colérique qui l'emporte parfois sur son jugement, la conduisant à prendre des risques inutiles pour se prouver elle-même. Fait rare dans une série animée, elle change de coiffure et de look à presque chaque épisode de la série. Elle est amoureuse de Raimundo.

- Raimundo Pedrosa : le Dragon Xiaolin du Vent, originaire du Brésil précédé par le Dragon Xiaolin original du Vent, Qin Fu. Auto-proclamé rebelle, Raimundo aime faire des plaisanteries plus ou moins bonnes, parfois à la limite du sarcasme. Il ne s'entend pas toujours bien avec Omi, ce dernier se prétendant constamment supérieur à lui. Il est têtu et tend parfois à agir comme un garçon des rues. Il a parfois penché du côté du mal en ayant quelquefois des difficultés à revenir chez les gentils. Mais il serait prêt à tout pour protéger ses amis. Il est amoureux de Kimiko (Jul Bou).

- Clay Bailey : le Dragon Xiaolin de la Terre, est le muscle du groupe précédé par le Dragon Xiaolin original de la Terre, Zheng Lin Kai. Originaire du Texas, Clay est un cowboy qui, sous son aspect massif, cache une nature calme et aimable ainsi qu'un certain sens de l'humour. La seule chose capable de vraiment l'énerver est qu'on essaye de détruire son chapeau de cow-boy. Très maniéré, il se refuse toujours à combattre les filles.

- Dojo Kanojo Cho : un dragon servant généralement de transport et de conseiller (souvent sarcastique) aux héros Xiaolin. Pourvu de seulement deux pattes, Dojo est généralement minuscule, mais en cas de besoin, il peut s'agrandir à une taille démesurée. Il a une fois servit Dashi, et possède la faculté de détecter les Shen Gong Wu lorsque ceux-ci se révèlent.

#### Antagonistes Majeurs
- Jack Spicer : le premier et principal ennemi des héros Xiaolin. À peine plus âgé que ces derniers, Jack est un autoproclamé génie diabolique rêvant de conquérir le monde. Bien que lâche et pas particulièrement puissant sans les Shen Gong Wu, il possède d'étonnants talents en mécanique pour son âge, comme vu dans les robots et appareils qu'il construit et utilise. Il fait équipe avec Wuya afin de récupérer les Shen Gong Wu, espérant les utiliser pour dominer le monde. À quelques occasions, il aide les héros et montre des inclinations au bien, mais revient toujours du mauvais côté par la suite. Son Shen Gong Wu favori est le Bâton du Singe.

- Wuya : ancienne sorcière Heylin emprisonnée par Maître Dashi, Wuya a été libérée par Jack et l'a convaincu de l'aider à réunir les Shen Gong Wu. À la suite de son emprisonnement de 1 500 ans, son corps a été détruit, la réduisant à l'aspect d'un fantôme impuissant, et elle cherche à regrouper les Shen Gong Wu pour se recréer sa forme tangible. Bien qu'elle fasse ordinairement équipe avec Jack, elle n'a pas ce dernier en grande estime, et ne se gêne pas pour le lui remarquer. Comme Dojo, elle peut détecter les Shen Gong Wu qui s'active, mais elle n'a pas besoin du parchemin des Shen Gong Wu (détenu par les héros) pour savoir de quel Shen Gong Wu il s'agit et ce qu'il fait.

- Chase le Jeune : un nouvel antagoniste apparaissant dans la saison 2, et constituant une menace pire encore que Spicer et Wuya. Autrefois un guerrier se battant pour le bien, il a consommé sous l'influence d'Hannibal Roy Bean une soupe ensorcelé, qui a décuplé sa puissance et l'a rendu immortel, mais a aussi drainée son âme et l'a corrompu. Chase est un combattant incroyable en arts martiaux, capable de tenir en garde tous les héros d'une seule main, contrôle une armée de guerriers térianthropes coincés sous la forme de félins de jungle, et possède la faculté de se changer en une féroce créature reptilienne. Il n'a que très peu d'intérêt pour les Shen Gong Wu, et les utilise rarement au combat, considérant qu'ils ne font que gêner ses capacités martiales naturelles. De même, il préfère ne pas faire équipe avec les autres antagonistes si possible, et ne le fait que si nécessaire.

- Hannibal Roy Bean : un personnage à l'allure de haricot mutant. Malgré son apparence ridicule, Hannibal Roy Bean est en réalité l'une des forces les plus maléfiques et les plus dangereuses de l'univers. Il est responsable de la corruption de Chase le Jeune, qu'il déteste cependant depuis que ce dernier l'a trahi par la suite.

### Autres personnages importants
- Maître Fung : le guide, maître et entraîneur des Guerriers Xiaolin. Maître Fung reste en permanence calme, en dépit des erreurs et croyances de ses élèves, bien qu'il puisse se montrer ferme.

## Distribution

### Voix françaises
- Stéphanie Lafforgue : Omi
- Anouck Hautbois : Kimiko
- Pascal Nowak : Raimundo
- Yann Peira : Clay
- Med Hondo : Dojo
- Sébastien Desjours : Jack Spicer
- Laurence Crouzet : Wuya
- Patrick Floersheim : Maître Fung
- Boris Rehlinger : Chase le Jeune

- Version française
  - Studio de doublage : Dubbing Brothers
  - Direction Artistique : Danièle Bachelet